# ازیکیل کالونته
ازیکیل کالونته (انگلیسی: Ezequiel Calvente؛ زادهٔ ۱۲ ژانویهٔ ۱۹۹۱) بازیکن فوتبال اهل اسپانیا است.
از باشگاه‌هایی که در آن بازی کرده‌است می‌توان به باشگاه فوتبال رکریتیوو اوئلوا، باشگاه فوتبال رئال بتیس، باشگاه فوتبال پنافیل، باشگاه فوتبال سابادل، و باشگاه فوتبال فرایبورگ اشاره کرد.
وی همچنین در تیم‌های ملی فوتبال زیر ۱۹ سال اسپانیا و زیر ۲۰ سال اسپانیا بازی کرده‌است.